# Iisus insultat de soldați
Isus insulat de soldați este o pictură în ulei pe pânză din 1865 realizată de pictorul francez Édouard Manet. Aceasta este ultima sa lucrare religioasă. Acum se află la Art Institute of Chicago, căruia i-a fost lăsată în 1925 de James Deering, moștenitor al Deering Harvester Company  (International Harvester).
Potrivit lui Théophile Thoré-Burger, tabloul s-a bazat pe Cristos încoronat cu spini realizat de Anthony van Dyck (distrus la Berlin în 1945, deși o versiune a acestuia supraviețuiește în Princeton University Art Museum). Alți autori susțin că se bazează pe opera lui Tizian din 1542-43 cu același titlu, aflată acum în Luvru. În 1959, Michel Leiris a remarcat asemănările sale cu o gravură de Schelte Adams Bolswert, în timp ce Theodore Reff a văzut-o ca fiind influențată de Ecce homo (Madrid, Muzeul Prado) sau Cristos batjocorit de soldați, ambele realizate de Van Dyck. Julius Meier-Graefe a remarcat, de asemenea, influența lui Diego Velázquez asupra picturii și Ann Coffin Hanson pe cea a lui Hendrick ter Brugghen.